# Хаваедж
Хаваедж (варианты: Хавадж, хавайадж, Хаваядж, Хавайдж, хауайдж араб. خاواييج‎, ивр. חויאג׳‎) — название традиционных йеменских приправ, используемых для супов и кофе.
Хаваедж активно используется в кухне йеменских евреев, и, как следствие, в израильской кухне вообще.
Смесь для супа состоит из кумина, чёрного перца, куркумы и кардамона. Некоторые вариации включают также гвоздику, тмин, мускатный орех, шафран, кориандр и сушеный лук.
Смесь для кофе состоит из аниса, семян фенхеля, имбиря и кардамона. Используется, в первую очередь, для заваривания кофе, а также для десертов, пирогов и некоторых мясных блюд. В Адене эта приправа состоит из имбиря, кардамона, гвоздики, тмина и чёрного кофе; для чая используется та же смесь, но без имбиря.